# Рафаэль, Ицхак
Ицхак Рафаэль (ивр. יצחק רפאל‎; при рождении Ицхак Верфель; 5 июля 1914, Сасов, Львовская область — 3 августа 1999, Израиль) — израильский политический и общественный деятель, депутат кнессета 2-го, 3-го, 4-го, 5-го, 6-го, 7-го, 8-го от партии «Ха-поэль ха-мизрахи» (в том числе в составе «Объединённого религиозного фронта») и партии «МАФДАЛ». Заместитель министра здравоохранения (1961—1965) и министр по делам религий Израиля (1974—1976).

## Биография
Родился 1 июля 1914 года в Сасове, Королевство Галиции и Лодомерии (ныне Украина), в семье Шмуэля Верфеля. Учился в хедере, затем в гимназии в Львове, в иешиве в Люблине. В юности был членом сионистской организации «Тора Ве-Авода», позже был членом правления и секретарем организации в Галиции. Был одним из основателей организации «Бней Акива».
В 1935 году репатриировался в Подмандатную Палестину. Женился на дочери раввина Иегуды-Лейба Маймона Фишмана Геуле. Получил магистерскую степень по гуманитарным наукам в Еврейском университете в Иерусалиме. Позже учился в Нью-Йорской теологической семинарии, где получил степень доктора по литературе. Работал учителем в школе «Маале» (Иерусалим), был директором издательства «Моссад а-рав Кук», основатель и редактор еженедельника «Ба-мишор». Был членом подпольной организации Хаганы.
Был участником всемирных сионистских конгрессах (1939, 1946). В 1940-е годы возглавлял один из отделов в Еврейском агентстве. В 1944 году был избран членом Законодательного собрания Подмандатной Палестины от партии «Ха-поэль ха-мизрахи».
В 1948—1953 годах был главой отдела по делам алии (репатриации), в этот период Израиль принял 685 000 евреев, а население государства удвоилось в два раза. Был одним из организаторов операций по эвакуации евреев из арабских стран, таких как «Орлиные крылья» и «Эзра и Нехемия».
В 1951 году впервые был избран в кнессет, переизбирался в кнессет 2-го, 3-го, 4-го, 5-го, 6-го, 7-го, 8-го созывов как член партии «ха-Поэль ха-Мизрахи», в том числе в составе «Объединённого религиозного фронта», а позже от партии «МАФДАЛ». В разное время работал в комиссии по иностранным делам и безопасности, комиссии кнессета, комиссии по образованию и культуре, законодательной комиссии, комиссии по труду и финансовой комиссии кнессета. В 1954—1969 годах был председателем законодательной комиссии кнессета.
В десятом, одиннадцатом и двенадцатом правительствах Израиля (1961—1965) занимал пост заместителя министра здравоохранения при министрах здравоохранения Хаиме Моше Шапиро. В шестнадцатом и семнадцатом правительствах Израиля занимал пост министра по делам религий (1974—1976).
В 1965 году кнессет снимал с Рафаэля парламентскую неприкосновенность для привлечения его к суду в связи с делом делом «Тель-Гиборим», связанным с коррупцией при строительстве государственной больнице в Холоне. Был оправдан за отсутствием улик.
В 1977 году прекратил активную политическую деятельность. В 1979 году награждён литературной премией Бялика в номинации «Еврейская мысль».
Умер 3 августа 1999 года.